# Танер, Гюнеш
Гюнеш Танер (род. 14 ноября 1949) — турецкий политик.

## Биография
Родился в Стамбуле 14 ноября 1949 года в семье Дженгиза Тахира Танера и его жены Сюхейлы.
Окончил технический университет Йылдыз и Стамбульский университет. Получил степень магистра в государственном университете Нью-йоркского политехнического института (англ.  State University of New York Polytechnic Institute).
Работал в «Citibank».
Является одним из основателей партии Отечества. Четырежды (в 1987, 1991, 1995, 1999) избирался от этой партии в Великое национальное собрание. В 1990 году с 19 по 28 октября временно исполнял обязанности министра обороны. С 30 июня 1997 года по 25 ноября 1998 года занимал должность министра экономики в правительстве Месута Йылмаза.

## Инцидент с Тюркбанком
В мае 1994 года первый частный банк Турции «Türk Ticaret Banksaı» (также известен как «Türkbank», «Тюркбанк»), финансовое положение которого ослабло в результате финансового кризиса, перешёл под контроль государства. Большая часть активов банка перешла в распоряжение турецкого агентства страхования вкладов для последующей их продажи на публичных торгах.
Тендер стоимостью в 600 миллионов долларов выиграл бизнесмен Коркмаз Йигит. Вскоре после этого была опубликована видеозапись, на которой был снят частный разговор Йигита и одного из лидеров турецкой организованной преступности Чакыджи Алааттина, в ходе этого разговора Йигит и Чакыджи обсуждали тендер. Эта плёнка вызвала скандал после того, как Йигит дал показания, он заявил: «Йылмаз [турецкий политик Месут Йылмаз, на тот момент занимавший должность премьер-министра] и Танер хотели, чтобы я купил Türkbank, и они предлагали мне займы из других государственных банков, чтобы я смог предложить наилучшую цену».
Результаты тендера были отменены, Чакыджи и Йигит арестованы. 11 января 1999 года правительству Йылмаза был вынесен вотум недоверия. Для расследования этого инцидента была создана парламентская комиссия, но так как подходил срок выборов в парламент, комиссия была распущена. Позднее для расследования инцидента с Тюркбанком была создана другая парламентская комиссия. В результате расследования подтвердились обвинения против Танера и Йылмаза, и позднее материалы, собранные комиссией, были переданы в Конституционный суд. 23 июня 2006 года Танер и Йылмаз были признаны виновными в сговоре на торгах в соответствии с пунктом 265 статьи 765 УК Турции, но их приговор был отсрочен.